# Liste der Monuments historiques in Marolles-sur-Seine
Die Liste der Monuments historiques in Marolles-sur-Seine führt die Monuments historiques in der französischen Gemeinde Marolles-sur-Seine auf.

## Liste der Bauwerke
| Bezeichnung     | Beschreibung                                      | Standort | Kennzeichnung | Schutzstatus | Datum | Bild           |
| --------------- | ------------------------------------------------- | -------- | ------------- | ------------ | ----- | -------------- |
| Schloss Motteux | Erbaut in der zweiten Hälfte des 16. Jahrhunderts | (Lage)   | PA00087081    | Inscrit      | 1989  | weitere Bilder |

## Liste der Objekte
Zum Verständnis siehe: Kirchenausstattung
- Monuments historiques (Objekte) in Marolles-sur-Seine in der Base Palissy des französischen Kultusministeriums